# Coryphantha compacta
Coryphantha compacta är en kaktusväxtart som först beskrevs av Georg George Engelmann, och fick sitt nu gällande namn av Nathaniel Lord Britton och Joseph Nelson Rose. Coryphantha compacta ingår i släktet Coryphantha, och familjen kaktusväxter. Inga underarter finns listade i Catalogue of Life.

## Bildgalleri

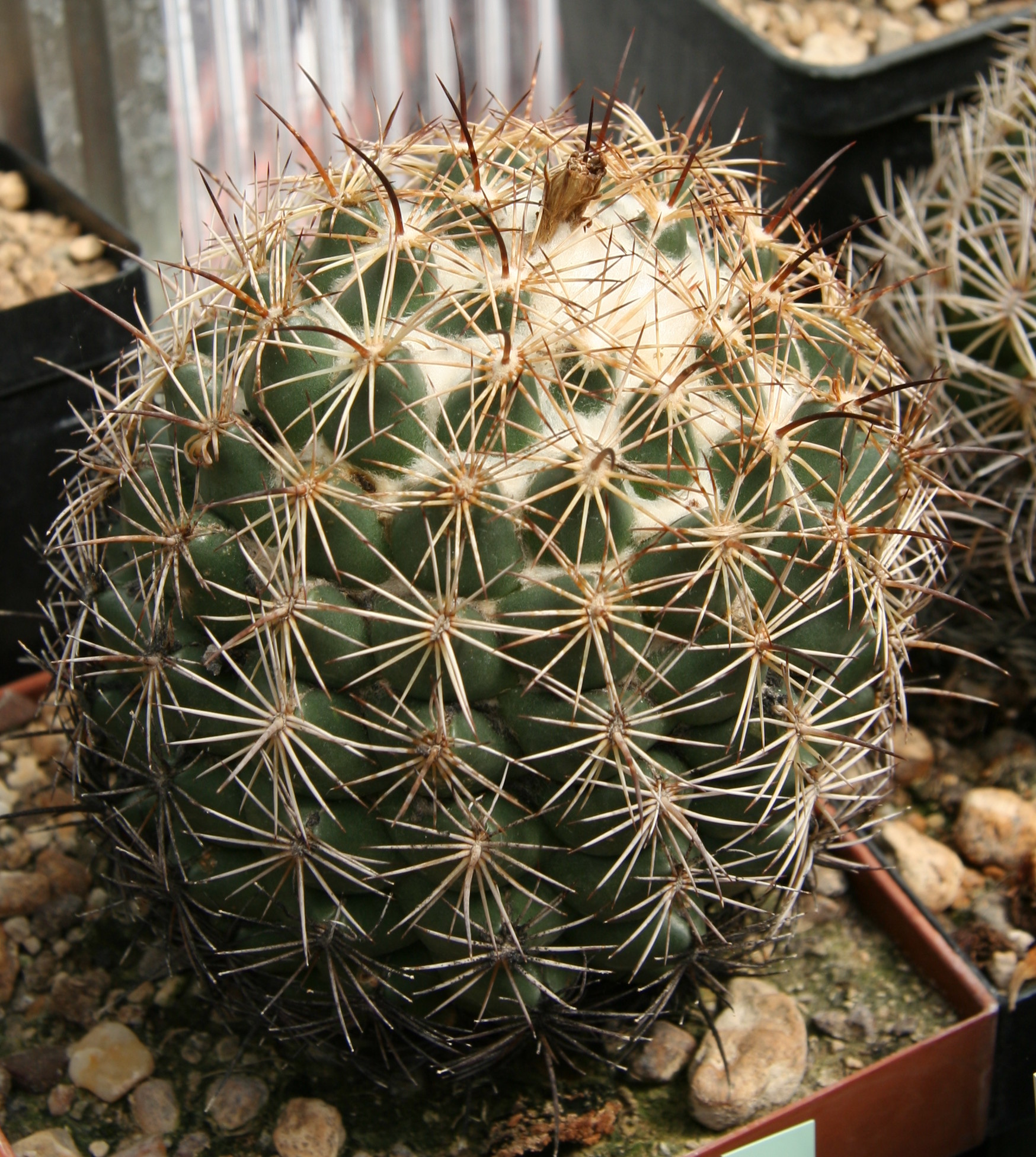